# Zaō (Giappone)
Zaō (蔵王町?) è una cittadina giapponese della prefettura di Miyagi.